# Fußball in Kolumbien

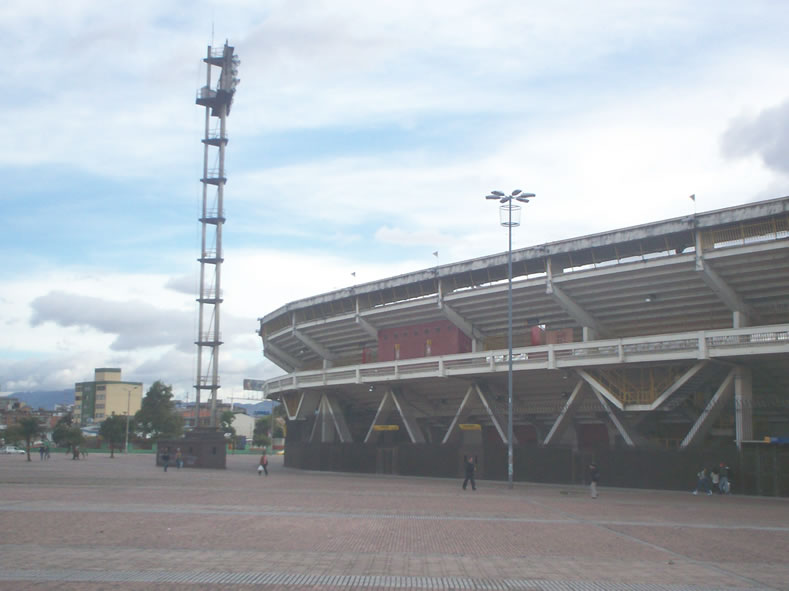
Das Estadio Nemesio Camacho in Bogotá, genannt El Campín

Der Fußball ist in Kolumbien eine der populärsten Sportarten. Der Gewinn der Copa América 2001, bei der Kolumbien Gastgeber war, ist bislang der größte Erfolg. Die Vereine Atlético Nacional und Once Caldas konnten die bedeutendste Trophäe des südamerikanischen Vereinsfußballs, die Copa Libertadores gewinnen. Carlos Valderrama wurde in den 1980er und 1990er Jahren zweimal zum südamerikanischen Fußballer des Jahres erkoren und ist das Idol, dem es nachzueifern gilt. Unter den Trainern hält Gabriel Ochoa Uribe die meisten Titel.
Bedeutendster Fußballfunktionär ist wohl Alfonso Senior Quevedo. Der langjährige Verbandspräsident initiierte nicht nur in den 1940er-Jahren die kolumbianische Fußballmeisterschaft, er war auch langjähriger Präsident des Rekordmeisters CD Los Millonarios aus der Hauptstadt Bogotá. Auch holte Quevedo die Fußball-Weltmeisterschaft von 1986 ins Land, wenngleich diese aufgrund der nachträglichen Erweiterung des Teilnehmerfeldes anderweitig abgehalten werden musste.
Die Nationalelf nutzte mehrmals für Turniere und Qualifikationsspiele das Stadion Estadio Nemesio Camacho in Bogotá, welches auch von Los Millonarios und seinem Erzrivalen Independiente Santa Fe genutzt wird und 36.343 Zuschauern Platz bietet. Das größte ist aber das Estadio Metropolitano Roberto Meléndez in Barranquilla, Heimstätte des Erstligisten Atlético Junior und der Nationalmannschaft. Es weist ein Fassungsvermögen von rund 49.612 Zuschauern auf. In diesem Stadion hat sich Kolumbien zweimal für die WM qualifiziert.

## Geschichte
Wie genau der Fußball nach Kolumbien kam, ist nicht überliefert. Sicher ist, dass zur Jahrhundertwende (1900) mehrere Ereignisse dazu beigetragen haben. So hatte zu dieser Zeit die Colombia Railways Company zum Bau einer Eisenbahnstrecke Engländer engagiert, die in ihrer Freizeit dieses Spiel spielten. Im Jahr 1906 werden die ersten Fußballclubs gegründet: Barranquilla Futbol Club, Santander, Juventus und Union Colombia.
Am 12. Oktober 1924 wurde die Liga de Fútbol gegründet, deren erster Präsident Emilio Royo wurde. Zwölf Jahre später, am 8. Juni 1936, wurde die Associación Colombiana de Fútbol (Adefútbol) eingetragen. Die CONMEBOL und die FIFA erkannten diese im selben Jahr an. Die Dimayor (División Mayor del Fútbol Colombiano) wurde am 27. Juni 1948 gegründet, sodass am 15. August desselben Jahres das erste professionelle Ligaspiel (Campeonato profesional) stattfinden konnte.
Am 25. Oktober 1952 entzog die FIFA Kolumbien die Lizenz. Es sollen Spieler ohne internationale Zulassung gespielt haben. 1954 erhielt Kolumbien die Lizenz wieder. Aus Protest gegen Missmanagement in der Adefútbol wurde ein neuer Verband, die Federación de Fútbol de Colombia (Fedebol), geschaffen. Die FIFA musste 1966 eingreifen, da Adefútbol und Fedebol miteinander konkurrierten. Es wurde nur der Fedebol, die anschließend als Colfútbol (Federación Colombiana de Fútbol) bekannt wurde, die Zulassung erteilt.
Im Juni 1974 wurde Kolumbien die Austragung der Fußball-Weltmeisterschaft für 1986 zugesprochen, die aber dort nicht stattfand, da der kolumbianische Staat die nötigen Sicherheiten nicht einräumte und am 5. November endgültig ablehnte.

## Der Kolumbianische Fußballverband
Der Ursprung des Verbands Federación Colombiana de Fútbol reicht ins Jahr 1924 zurück. 1990 zählte der Verband 3.685 Vereine und 209.580 Aktive als Mitglieder. Er ist Mitglied der FIFA sowie des südamerikanischen Kontinentalverbandes CONMEBOL.

## Nationalmannschaft
Die Nationalmannschaft hat als größten Erfolg den Sieg in der Copa América 2001 aufzuweisen, bei der Kolumbien Gastgeber war. Im Finale siegte die Heimmannschaft dabei mit 1:0 gegen die mexikanische Fußballnationalmannschaft. Schon bei der Copa América 1975 erreichte Kolumbien das Finale. Nachdem die Mannschaft das Hinspiel in Bogotá gegen die peruanische Fußballnationalmannschaft mit 1:0 gewinnen konnte, unterlag die Mannschaft beim Rückspiel in Lima mit 0:2. Da damals die Tordifferenz noch unbedeutend war, wurde ein Entscheidungsspiel notwendig. Dieses ging in der argentinischen Hauptstadt Buenos Aires mit 0:1 verloren.
An Fußball-Weltmeisterschaften nimmt Kolumbien erst seit 1958 teil. Die Kolumbianer konnten sich bisher aber nur für die Endrunden 1962, 1990, 1994, 1998, 2014 und 2018 qualifizieren. Das Vordringen in das Achtelfinale der Turniere 1990 und 2018 in Italien und Russland waren dabei die größten Erfolge. 1990 schieden die Kolumbianer mit einem 1:2 nach Verlängerung gegen die Kamerun aus. 2018 verlor die kolumbianische Mannschaft nach dem Gruppensieg in der Vorrunde im Elfmeterschießen gegen England. In den anderen Endrunden kam das Aus jeweils bereits nach der Vorrunde.
Das Turnier 1994 in den USA brachte einen weiteren traurigen Höhepunkt in der Geschichte des kolumbianischen Fußballs. Der Verteidiger Andrés Escobar erzielte im Vorrundenspiel gegen die Fußballnationalmannschaft der USA ein Eigentor. Das Endergebnis des Spieles lautete damit 1:2 und Kolumbien schied aus. Nach seiner Rückkehr nach Kolumbien wurde Escobar in einer Bar in Medellín erschossen. Es blieb ungeklärt, ob die Tat der Akt eines enttäuschten Fans, der Familie oder der Wettspielmafia war.
Er starb an 12 Schüssen.

## Vereine
Kolumbianische Vereine von internationaler Bedeutung sind Atlético Nacional aus Medellín und Once Caldas aus Manizales, die 2004 bzw. 1989 die Copa Libertadores gewinnen konnten. Im Finale dieses Wettbewerbes stand als erster kolumbianischer Verein 1978 Deportivo Cali und América de Cali erreichte zwischen 1985 und 1987 sogar dreimal hintereinander im Finale. National sind auch zwei Vereine aus der Hauptstadt Bogotá von Bedeutung: CD Los Millonarios, das vor allem in den 1950er Jahren beeindruckte und mit 13 Titeln Rekordmeister ist sowie Independiente Santa Fe, das 6 Meisterschaften gewinnen konnte.

## Meisterschaft
Die kolumbianische Fußballmeisterschaft wird seit 1948 ausgetragen. Die Glanzzeit war in den frühen 1950er Jahren als sich auch zahlreiche ausländische Stars, vor allem aus Argentinien, in Kolumbien einstellten. 1949 spielten beispielsweise 109 ausländische Fußballprofis in dieser Liga. In jenen Jahren galt die Liga als die beste und reichste Liga der Welt und wurde auch die „Millionärs-Liga“ genannt. Die Spieler verdienten die höchsten Gagen, wobei man bedenken muss, dass in Europa der Lohn damals nicht sehr hoch war (z. B. England – etwa 80 Pfund im Monat).
Dieser Tage gilt die Liga nach denen von Argentinien und Brasilien als die drittbeste in Südamerika und als eine der 10 besten der Welt.
Rekordmeister ist Atlético Nacional aus Medellin mit 15 Titeln vor dem Hauptstadtklub Millonarios mit 14 Titeln und América de Cali mit 13 Titeln.

## Pokal
Der Pokal von Kolumbien, die Copa Colombia, wurde bislang nur in den frühen 1950er Jahren sowie 1963 und 1989 ausgespielt. 1989 war er eine Alternative zur damals abgebrochenen Meisterschaft. Jeweils zweimal siegten dabei die Millonarios und die Boca Juniors de Cali. 2008 wurde beschlossen, den Wettbewerb noch im selben Jahr wiederaufleben zu lassen.

## Bekannte Spieler
Der zweifache südamerikanische Fußballer des Jahres Carlos Valderrama ist der legendäre Held Kolumbiens. Torhüter René Higuita, genannt el loco („der Verrückte“) zog das Aufsehen der Massen an. Freddy Rincón hatte auch eine erfolgreiche Karriere bei europäischen Vereinen, doch wurde er nach Ende seiner Karriere für die Strafverfolgungsbehörden von Interesse. Andrés Escobar dominierte die Schlagzeilen der Weltpresse, als er nach einem Eigentor bei der Weltmeisterschaft 1994 ermordet wurde. El tren („die Eisenbahn“) Adolfo Valencia verbrachte eine kurze aber erinnerungswürdige Zeit beim FC Bayern München in der Bundesliga. Von Januar 2007 bis Juni 2016 spielte Elkin Soto beim 1. FSV Mainz 05 und war dort ein Stammspieler.
Weitere bedeutende Spieler Kolumbiens sind Faustino Asprilla, Juan Pablo Ángel, Iván Córdoba, Faryd Mondragón, Luis Carlos Perea, John Jairo Tréllez, Falcao und James.

## Mafia
Die kolumbianische Drogenmafia mischt sich auch in den Fußball ein. Vor der Fußball-Weltmeisterschaft 1982 gründete der Drogenmafiaboss Gilberto Rodríguez Orejuela ein Fußball-Toto. Hier wurden auch auf Kleinigkeiten, wie z. B. die Minute der ersten Auswechslungen oder welcher Verein zuerst einen Eckball oder Einwurf erhält, gewettet, ebenso wie dies die österreichische Firma Betandwin heute anbietet.
Vor der Fußball-Weltmeisterschaft 1990 wurden mehrere Schiedsrichter und Vereinspräsidenten ermordet und die Liga musste daher unterbrochen werden. Während dieser Ereignisse, die national Aufsehen erregten, kam es 1994 zu einem internationalen Skandal: Nach der Fußball-Weltmeisterschaft 1994 wurde der Verteidiger Andrés Escobar am 2. Juli nach seiner Ankunft in Medellín erschossen. Dieser verantwortete das entscheidende Eigentor gegen den Gastgeber USA. Kolumbien verlor 1:2. Ob die Täter Teil der Totomafia waren, bleibt umstritten.